# 신우누마역
신우누마역(일본어: 新鵜沼駅)은 일본 기후현 가카미가하라시에 위치한 나고야 철도의 철도역이다. 이누야마선과 가카미가하라선의 종착역이다. 역 번호는 IY 17이며, 단선 · 섬식의 형태를 합친 3면 5선 구조의 복합 승강장을 갖춘 지상역이다.

## 타는 곳
| 1         | ■ 가카미가하라 선 | 미카키노 · 메이테쓰기후 방면   |
| 2 · 3 · 4 | ■ 이누야마 선     | 이누야마 · 메이테쓰나고야 방면 |
| 5         | ■ 뮤 스카이       | 주부코쿠사이쿠코 방면          |

## 이용 현황
| 연도 | 1일 평균 승차 인원 |
| ---- | ------------------ |
| 2001 | 5,941              |
| 2002 | 5,688              |
| 2003 | 5,556              |
| 2004 | 5,461              |
| 2005 | 5,440              |
| 2006 | 5,390              |
| 2007 | 5,288              |
| 2008 | 5,188              |
| 2009 | 5,093              |
| 2010 | 5,101              |
| 2011 | 5,206              |
| 2012 | 5,224              |
| 2013 | 5,307              |
| 2014 | 5,260              |
| 2015 | 5,495              |

## 역 주변
- JR 도카이 우누마역
- 기소강

## 인접 역
| 나고야 철도 가카미가하라선 · 이누야마선  | 나고야 철도 가카미가하라선 · 이누야마선 | 나고야 철도 가카미가하라선 · 이누야마선    |
| ---------------------------------------- | --------------------------------------- | ------------------------------------------ |
| IY 16 이누야마유엔 주부코쿠사이쿠코 방면 | □ 뮤 스카이                             | 미카키노 KG 05 신카니 방면                 |
| IY 16 이누야마유엔 비와지마 분기점 방면  | □ 쾌속 특급 · ■ 특급 · ■ 준특급         | 시·종착역                                  |
| IY 16 이누야마유엔 비와지마 분기점 방면  | □ 쾌속 급행 · ■ 급행                    | 메이덴카카미가하라 KG 04 메이테쓰기후 방면 |
| IY 16 이누야마유엔 비와지마 분기점 방면  | ■ 보통                                  | 우누마주쿠 KG 01 메이테쓰기후 방면         |